# اسپانیا جی‌تی‌ای
اسپانیا جی‌تی‌ای (انگلیسی: Spania GTA) شرکت خودروسازی اسپانیایی است، که در سال ۱۹۹۹ تأسیس شد.